# 神山 (松阪市)
神山（こうやま）は、三重県松阪市にある山である。標高は131m。
櫛田川と祓川の分岐点北西に位置している。山の北東部にはJR紀勢本線が走っている。かつては度瀬山（わたせやま）とも呼ばれた。

## 歴史
南北朝時代の1337年（延元3年）、山頂に南朝の拠点として神山城が築城された。1343年（興国4年）の神山城の戦いにおける戦火で落城し、北朝の仁木義長が入城した。現在は城跡を残すのみとなっている。
明治期には神山を由来とする飯南郡神山村という自治体があった。1908年（明治41年）には射和村と櫛田村に編入され、神山村は廃止された。

## 史跡
山頂への道筋に一乗寺がある。この寺は聖徳太子の創建と伝えられている（仮託説も参照）。神山城と同様に1343年（興国4年）の神山城の戦いで焼失したが、1470年（文明2年）に再建された。1816年（文化13年）にはまたも火災に見舞われたが、1836年（天保7年）に再建された。
山麓には倭姫命が4年間祀ったという飯野高宮神山神社（いいのたかみやこうやまじんじゃ）がある。

## 周辺
- JR紀勢本線・参宮線多気駅
- 三重県道701号御麻生薗豊原線